# Audi
Audi är ett tyskt bilmärke med huvudkontor i Ingolstadt, Tyskland. Audi är sedan 1965 ett dotterbolag till Volkswagen AG. Audi tillverkar sina fordon i nio produktionsanläggningar världen över. 

## Historia

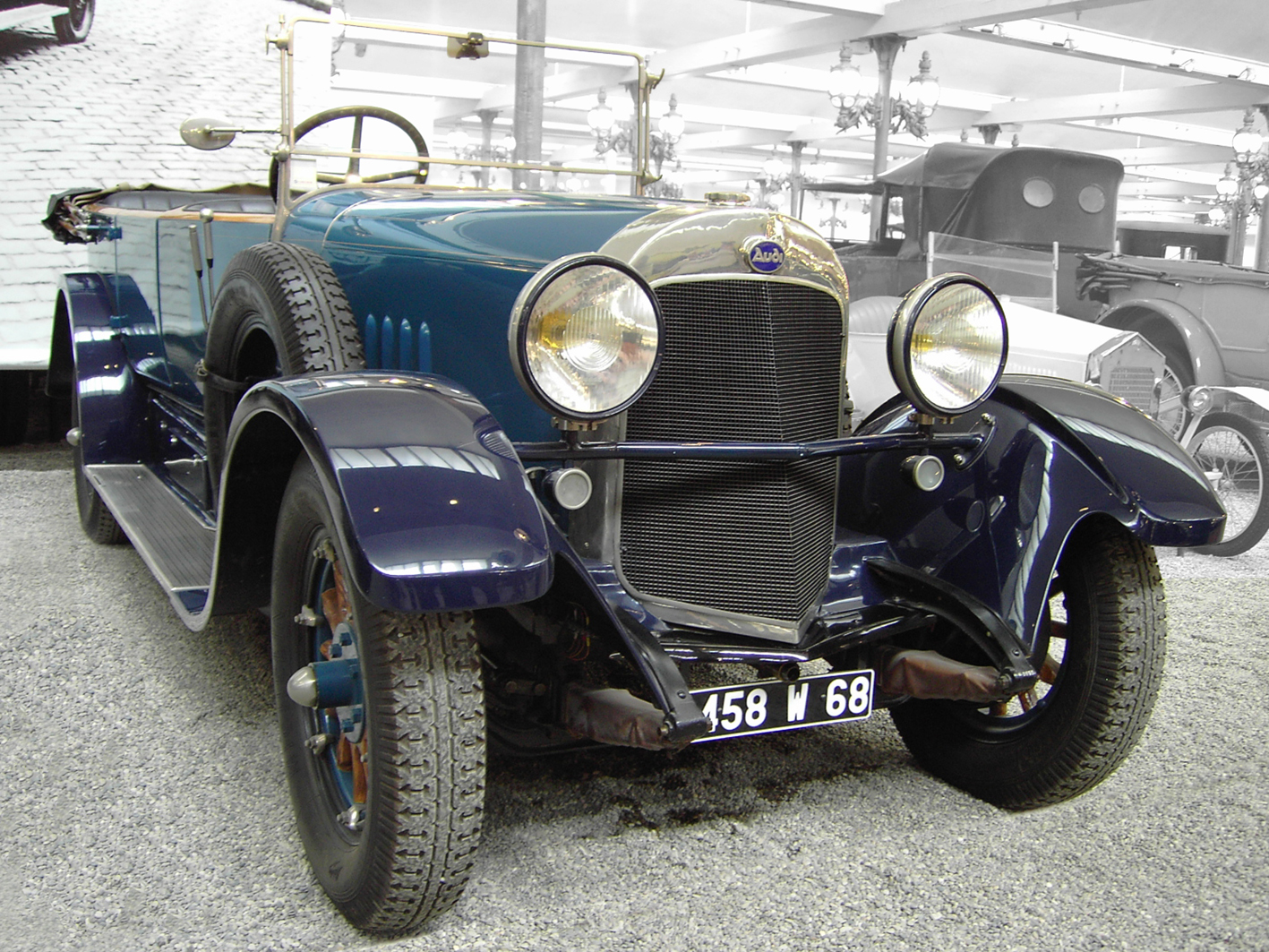
Audi från 1923 på Musée National de l'Automobile

Audi grundades 1909 av August Horch sedan han tvingats lämna Horch efter meningsskiljaktigheter med övriga ledningen. August Horch hade nu inte längre rättigheterna till varumärket Horch när han ville starta ny biltillverkning. Investeraren Franz Fikentscher gick in i bolaget och Fikentschers 10-åriga son Heinrich föreslog den latinska formen "Audi" (imperativform av verbet "lyssna", på tyska horch), vilket August Horch anammade och grundade Audi Automobilwerke GmbH i Zwickau. Den första bilen under namnet Audi blev Audi Typ A som tillverkades 1910–1912 i 140 exemplar. Audi 14/50 PS Typ K var den första vänsterstyrda bilen i Tyskland när den presenterades 1921. 1927 kom den första modellen med åtta cylindrar, Audi Imperator. Bolaget antog namnet Audiwerke AG 1915 och på 1920-talet övertog DKW:s grundare Jørgen Skafte Rasmussen aktiemajoriteten.

### Auto Union
1932 förenades ursprungliga Horch och Audi, när fyra olika tyska bilmärken samlades i ett företag under namnet Auto Union. Dessa fyra var Audi, DKW, Horch och Wanderer. Auto Union antog det märke som numera är Audis, med fyra sammanlänkade ringar. Auto Union är främst känt för sitt racingstall, som var huvudkonkurrent till Mercedes-Benz under 1930-talets grand prix. Ferdinand Porsche konstruerade den första tävlingsmodellen, som var försedd med en mittmonterad kompressormatad V16-motor och individuell hjulupphängning. Porsche utvecklade även modell typ-B och typ-C men blev sedan engagerad i konstruktionsarbetet för Volkswagen, så utvecklingsarbetet av typ-D övertogs av Robert Eberan von Eberhorst.
1939 tillverkades den sista bilen under namnet Audi och det dröjde fram till 1965 innan namnet återkom.
Under Richard Bruhns ledning blev Auto Union på eget initiativ aktivt i den tyska rustningsindustrin. I samarbete med SS kom Auto Union att uppföra sju arbetsläger där 3 700 fångar sattes in i produktionen. 16 500 personer blev tvångsarbetare på Auto Union.  Produktionen ställdes om och bolaget tillverkade flygmotorer och motorer till pansarvagnar. 1935 grundade Auto Union Mitteldeutsche Motorenwerke för flygmotortillverkningen när regimen inledde en återupprustning av militären. Under andra världskriget tillverkade DKW:s fabrik i Zschopau strömförsörjningsaggregat och militärmotorcyklar. I Zwickau tillverkades på licens Steyr 1500 A. Horch-fabriken tillverkade bland annat  torpeder och militärfordon. I liten omfattning fortsatte den civila produktionen. 2014 offentliggjordes Auto Unions historia under nazismen i en studie som Audi låtit göra.

### Efter andra världskriget

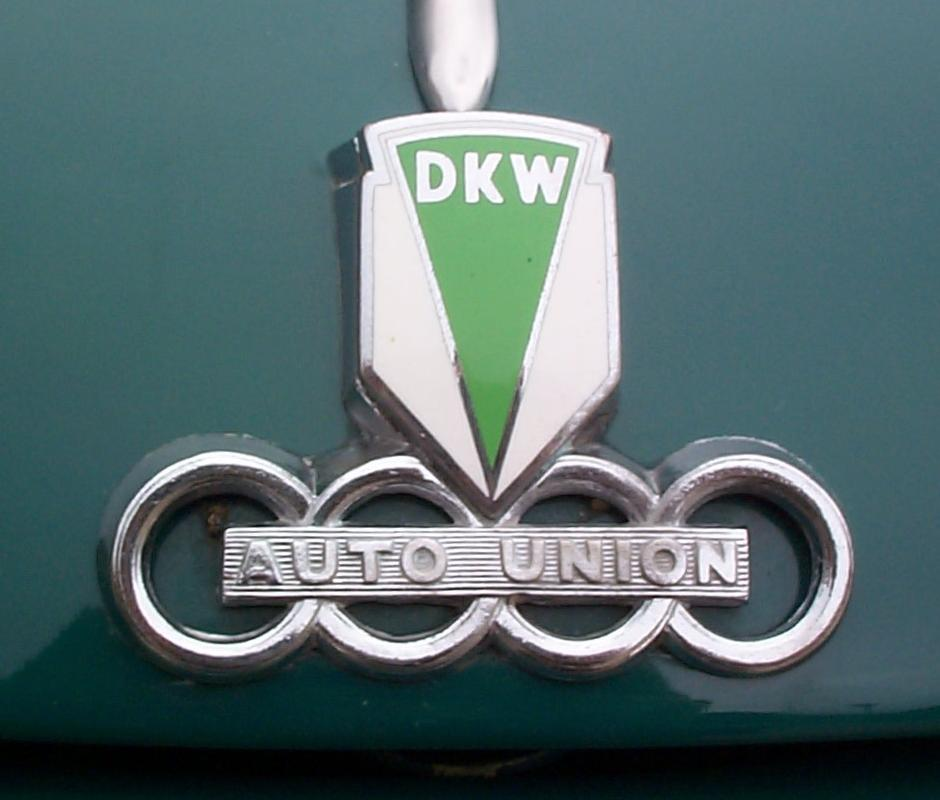
DKW:s logotyp. Ringarna nederst bildar idag Audis märke.

Efter andra världskriget beslagtogs verksamheten i vad som blivit den sovjetiska sektorn, senare DDR. Företagsledningen och viktiga medarbetare lämnade Zwickau och östra Tyskland, och DKW startade verksamheten på nytt i Västtyskland där Ingolstadt och Düsseldorf blev koncernens nya centrum. Ingolstadt valdes av flera anledningar. Staden hade en bra placering i Bayern för transporter och stadens ledning engagerade sig för att skapa arbetstillfällen. Den utslagsgivande punkten var att det i Ingolstadt fanns områden och byggnader för Auto Union i de gamla kasernområdena. Ingolstadt hade en historia som garnisonsstad och de före detta kasernerna fick nu ny användning. Den första verksamheten som Auto Union byggde upp var reservdelar för de fordon som tillverkats fram till kriget genom grundandet av bolaget Zentraldepot für Auto Union Ersatzteile GmbH i december 1945. Men målet var att återstarta fordonsproduktion och under de knappa omständigheterna bolaget och hela Tyskland befann sig i föll valet på de enklare tvåtaktsdrivna DKW-konstruktionerna.
1949 grundades Auto Union GmbH och hade verksamheter runt om i Ingolstadt. Bolagets återskapande skedde under ledning av Richard Bruhn som var ordförande 1949–1956. Bruhn hade varit nyckelperson när Auto Union bildades 1932. Även Carl Hahn deltog i återuppbyggandet. Efterhand anslöt sig fler och fler personer som tidigare arbetat vid Auto Union i Sachsen. Under de första åren producerades transportbilen F 89 L (Schnellaster) och motorcykelmodellen RT 125 W. Den första personbilen efter kriget blev DKW F89 som baserades på modellen DKW F9 som presenterats redan 1940 men där kriget stoppat produktionen. Den kom att tillverkas vid fabriken i Düsseldorf som Auto Union tagit över från Rheinmetall-Borsig och byggt upp ur krigets ruiner. 1953 följde DKW 3=6 som i sina olika varianter under många år blev ryggraden för Auto Unions produktion. DKW blev under 1950-talet känt för sina tvåtaktsdrivna småbilar som hade försäljningsframgångar i Västeuropa.
1954 gick industrimannen Friedrich Flick in som ägare i Auto Union. Flick var sedan tidigare delägare i Daimler-Benz och var den som drev på att Daimler-Benz skulle ta över Auto Union. Flick såg behovet av en kapitalstark ägare och Daimler-Benz kunde samtidigt få tillverkning av bilar i de lägre prisklasser som komplement till sina dyrare modeller. 1958 köpte Daimler-Benz 88 procent av Auto Union och 1959 följde det kompletta övertagandet. Nu byggdes också den nya fabriken i norra Ingolstadt som startade sin tillverkning 1959. Dessförinnan hade det diskuterats om en fabrik utanför Düsseldorf vilket skulle betytt slutet för Ingolstadt som tillverkningsort för Auto Union. En starkt bidragande orsak för Ingolstadt var arbetskraften som fanns över sedan bolaget lagt ner motorcykeltillverkningen och det lån som beviljades av Bayerns statsbank. 1961 följde flytten av Auto Unions huvudkontor från Düsseldorf till Ingolstadt. 1962 tog Daimler-Benz över fabriken i Düsseldorf för den egna tillverkningen av transportbilar. Tvåtaktsmotorer blir otidsenliga på 1960-talet och bolaget beslutade att utveckla en fyrtaktmotor. Från Daimler-Benz skickades tekniker till Ingolstadt, däribland Ludwig Kraus som kommer att få avgörande betydelse för Audis utveckling. 1960 tillverkade Auto Union 125 381 bilar men 1964 hade tillverkningen gått ner till 94 242 fordon.

### Audis återkomst

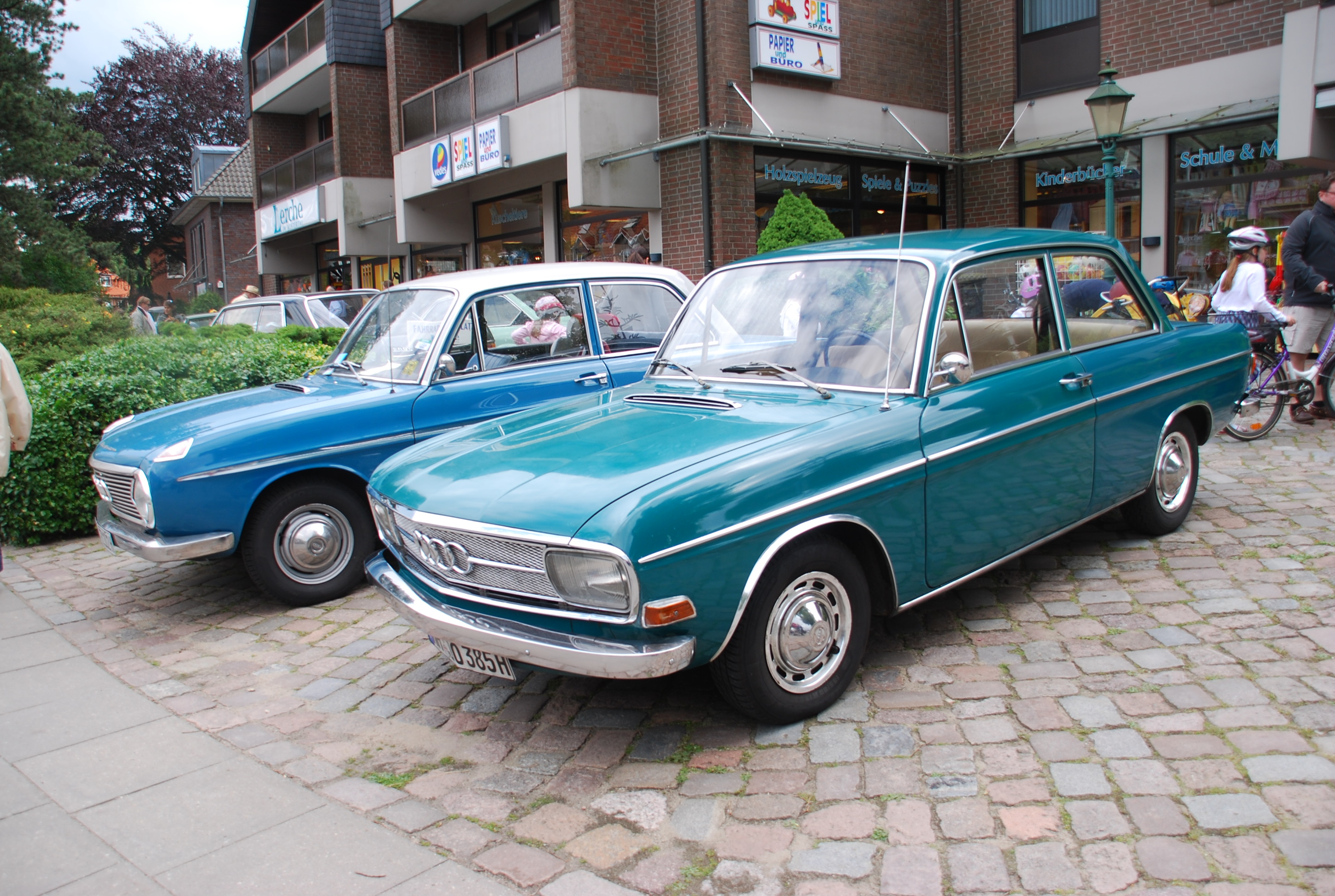
DKW F102 och Audi F103

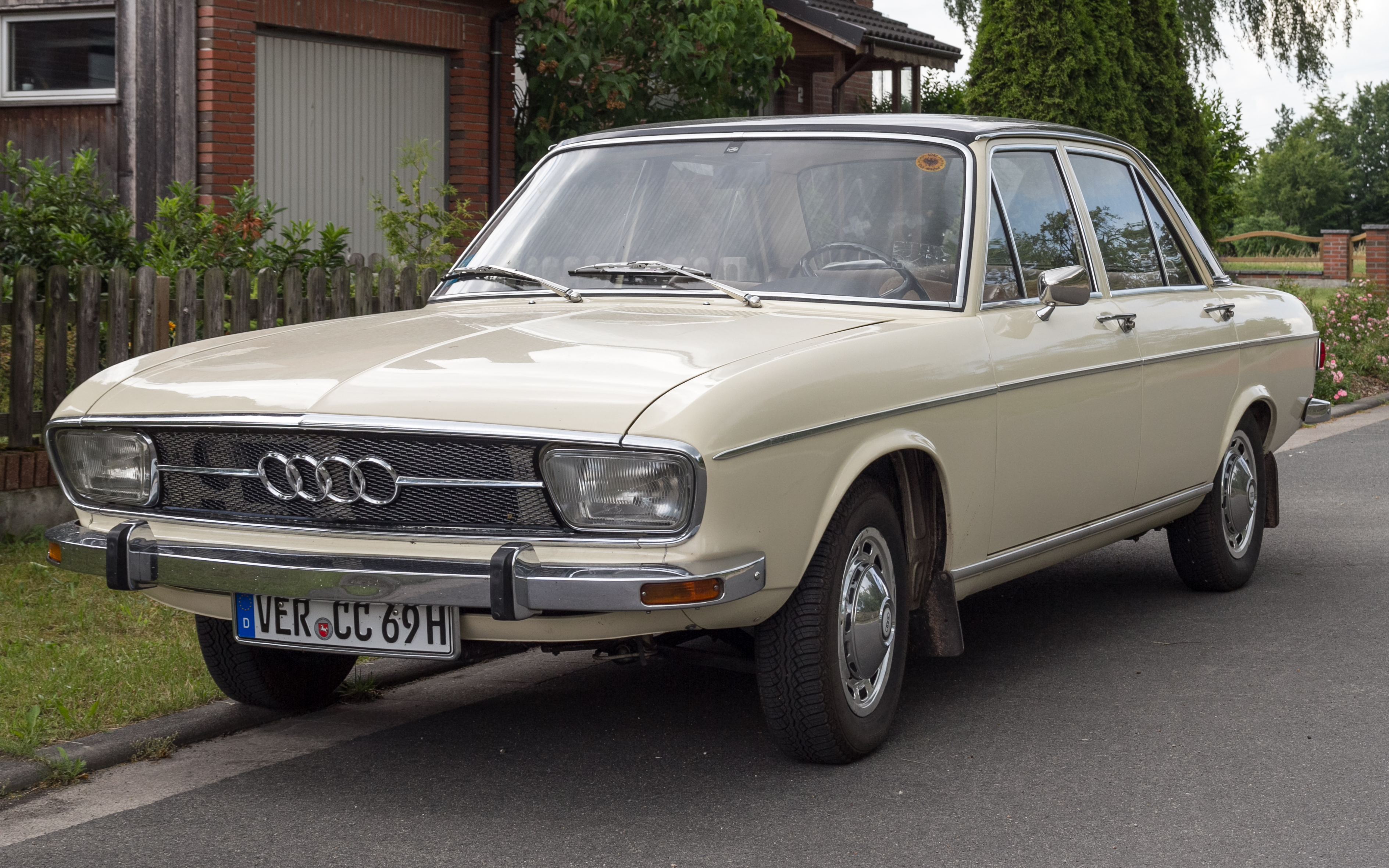
Audi 100

1964–1966 köpte Volkswagen Auto Union och fabriken i Ingolstadt. Daimler-Benz behöll fabrikerna i Düsseldorf och i Vitoria i Spanien. Rudolf Leiding blev ny chef i Ingolstadt. I sin roll som chef i Ingolstadt hade Leiding en helt ny rad av Audimodeller klar. Leiding ville att alla nya bilar i koncernen skulle konstrueras efter det nya plattformsystemet, det vill säga att flera modeller kunde använda samma komponenter, som till exempel växellådor, motorer, framvagnar något som också skulle innebära en bättre ekonomi.
När företaget köptes av Volkswagen AG bytte bilarna namn till det nygamla Audi som tidigare var ett av märkena i Auto Union. DKW ansågs ha en för stark koppling till de gamla tvåtaktsdrivna bilarna. Auto Unions symbol med de fyra ringarna fast utan den horisontella linjen genom ringarna blev kvar.  Volkswagen saknade bilar i de större personbilsklasserna och fick detta i och med förvärvet av Auto Union som såldes sina bilar under namnet DKW.  År 1965 kom den första Audi-modellen efter kriget: Audi F103 som var en vidareutveckling av DKW F102. Den hade bolagets första fyrtaktsmotor efter andra världskriget. 1966 upphörde tillverkningen av den sista DKW-modellen DKW F102. Volkswagen AG förvärvade även NSU Motorenwerke AG i Neckarsulm och slog samman dessa verksamheter till NSU Auto Union AG 1969.
Bland de första bilarna som kom fram i det nya dotterbolaget till Volkswagen utmärker sig Volkswagen K 70 (egentligen en NSU-modell), som inte var någon succé men som visade att Audi NSU skulle få en central roll i Volkswagen-koncernen. NSU låg långt fram med wankel-tekniken och NSU Ro 80 utsågs till årets bil 1968). NSU och modellen Ro 80 lades ned i slutet av 70-talet. Bolaget skulle komma att enbart satsa på märket Audi med bland annat modellen Audi 100 som presenterades i slutet av 1968 som blev en storsäljare. Från början tänkte Volkswagen enbart använda Ingolstadtfabriken för tillverkning av Volkswagenbilar och 1965–1969 byggdes Volkswagen Typ 1 i Ingolstadt. Utvecklingen vände när utvecklingschefen Ludwig Kraus på Audi på eget initiativ och på den egna fritiden utvecklade en ny modell - det som blev Audi 100. Audi 100 blev en stor succé och räddade Audi som eget märke. Audi och NSU:s moderna teknik överfördes till Volkswagens modeller på 1970-talet. 1971 flyttades produktionen av Audi 100 till Neckarsulm. Det var Kraus som ledde arbetet med det modellprogram som lade grunden till Audis framgångar från 1970-talet och framåt. Under Kraus togs förutom Audi 100 även modellerna Audi 60/Super 90, Audi 100, Audi 80 och Audi 50 fram. 1971 lanserades Audis slogan Vorsprung durch Technik.
1978 skapades en gemensam försäljningsorganisation för Audi och Volkswagen – VAG. VAG kunde utläsas både Volkswagen-Audi-Gemeinschaft och Volkswagen-Audi-Gruppe. Återförsäljararna fick nu en gemensam design med märkena Volkswagen och Audi bredvid varandra. VAG blir den internationella försäljnings- och kundtjänstorganisationen för Volkswagens personbilar och nyttofordon samt även för Audi-fordon. Från 1985 heter företaget enbart Audi AG.

### Uppgång till prestigemärke

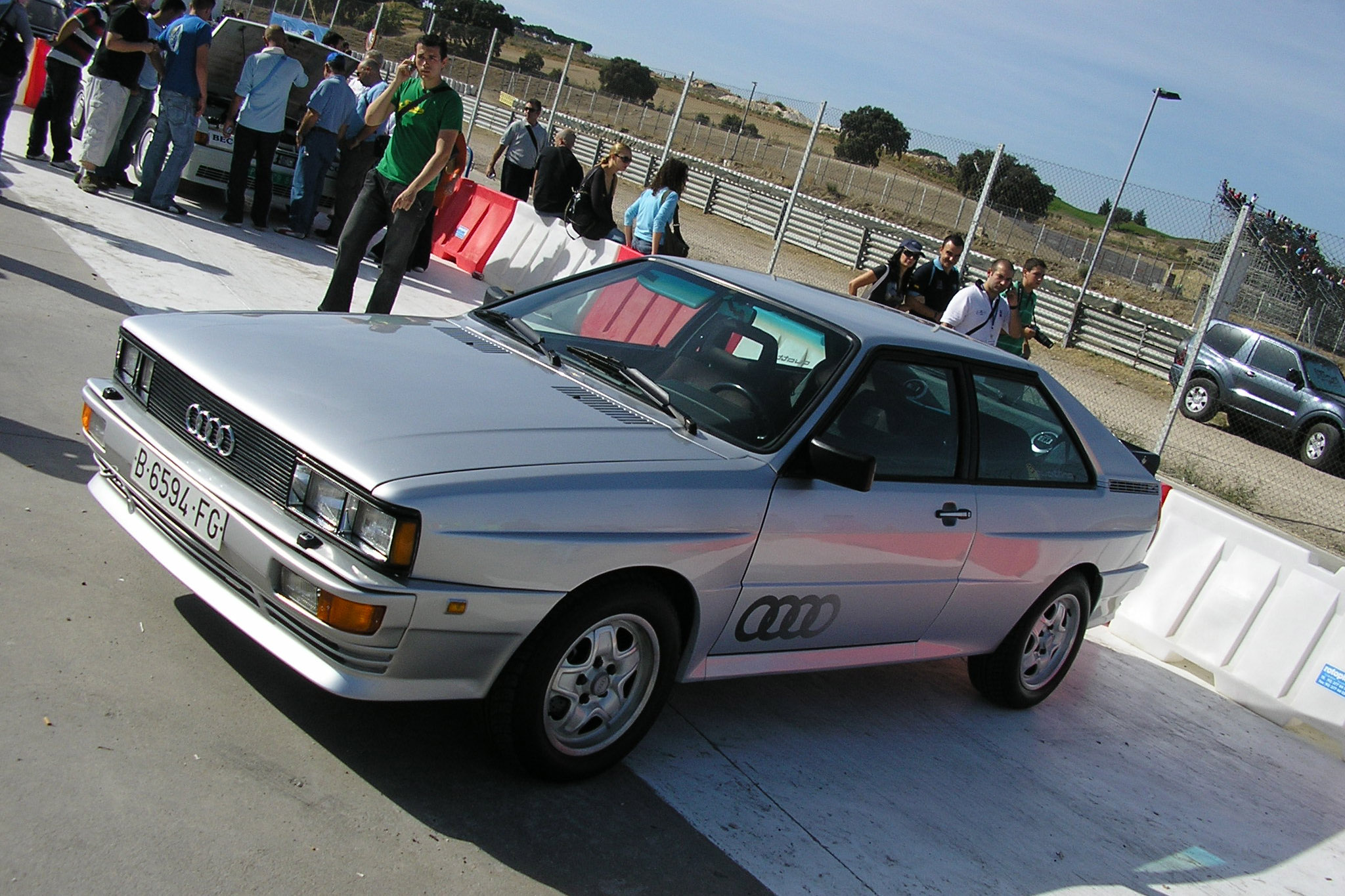
Audi Quattro

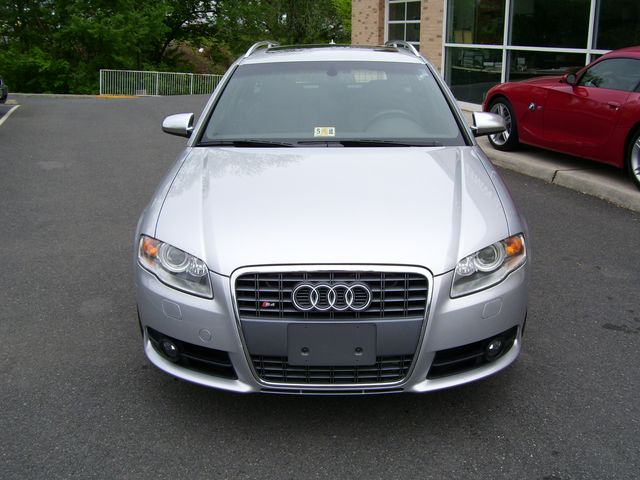
Audi S4, på grillen syns Audis välbekanta logotyp med fyra sammanlänkade ringar.

I början av 80-talet började Audi en resa från att ha varit en ordinär biltillverkare till steget upp i premiumklassen och började på allvar tävla med prestigemärkena Mercedes-Benz och BMW. Audi har lyckats föra fram märket som tekniskt och kvalitetsmässigt högpresterande enligt företagets motto och slogan "Vorsprung durch Technik" (Försprång genom teknik). En milstolpe anses den revolutionerande Audi Quattro vara, en fyrhjulsdriven sportbil med stora framgångar i rally. Quattro kom att bli synonymt med Audi och framgångsrik fyrhjulsdrift, nya modeller följde. Under 1990-talet har Audi fortsatt på den inslagna vägen med prestigebilar. 1988 blev Ferdinand Piëch ny chef för Audi efter att ha varit teknisk chef för bolaget sedan 1975. Piëch fortsatte driva på utvecklingen, bland annat genom lanseringen av Audi V8. Audi V8 baserades på 100/200-modellen och var Audis första försök på en lyxbil i den största klassen.
Designchefen Walter de'Silva förändrade Audis utseende i och med införandet av en dominerade grill i fronten, single-frame grille, på alla Audimodeller. Da Silva ligger bakom nya Audimodeller som A6, Q7, TT och R8. SUV-modellen Q7 markerar Audis satsning på SUV-segmentet. Man har också visat ett antal sportiga konceptbilar. Dagens modeller är systematiskt indelade i A1, A3, A4, A5, A6, A7 och A8 (den största modellen) samt sportbilarna TT och R8 och crossovermodellerna Q2, Q3, Q5 och Q7. Audi har idag ansvar för det av Volkswagen-koncernen ägda italienska superbilsmärket Lamborghini. Ett helägt företag är MAHLE Powertrain (f.d. Cosworth Technology), ett företag som utvecklar motorer. Audi firade 100-årsjubileum i augusti 2009.
Audi A2 utmärkte sig 1999 genom att vara en småbil tillverkad i aluminium och den första modellen med aluminiumkaross som tillverkades i en större produktionsserie. Utvecklingen gick tillbaka till 1990 då Audi-chefen Ferdinand Piëch förkunnade att bolaget skulle utveckla en trelitersbil och att denna samtidigt skulle konkurrera med existerande bilar i fråga om bland annat passagerarutrymme. A2 utvecklades men kom att lanseras utan en motor som klarade 3 litersgränsen, den följde först senare. A2 mottog bland annat Designpreis der Bundesrepublik Deutschland.
Den 28 september 2015 gick en talesperson till Audi  ut och sa att 2,1 miljoner av deras bilar hade en modifierad programvara för viss typ av dieselmotorer i bilarna som sänkte utsläppen i testmiljö men inte i verkliga miljön. Detta är en fortsättning av skandalen som VW påbörjade.

## Aktuella Modeller
| A1 |  | Småbil 2010 -              | - 3-dörrars Kombi - 5-dörrars Kombi - Sportback     | TT |        | Kompakt Sportbil 1998 - | - Coupé - Roadster (Cabriolet) |
| A3 |  | Golfklass 1997 -           | - 3-dörrars Kombi - Sedan - Sportback - Cabriolet   | R8 |        | Sportbil 2007 -         | - Coupé - Spyder (Cabriolet)   |
| A4 |  | Kompakt mellanklass 1994 - | - Sedan - Avant (Kombi) - Allroad (Crossover Kombi) | Q2 |        | Kompakt SUV 2016 -      | - SUV                          |
| A5 |  | Kompakt mellanklass 2007 - | - Coupé - Sportback - Cabriolet                     | Q3 |        | Kompakt SUV 2011 -      | - SUV                          |
| A6 |  | Lyxbil 1995 -              | - Sedan - Avant (Kombi) - Allroad (Crossover Kombi) | Q5 |        | Kompakt SUV 2009 -      | - SUV                          |
| A7 |  | Lyxbil 2010 -              | - Sportback                                         | Q7 |        | SUV 2006 -              | - SUV                          |
| A8 |  | Lyxbil 1994 -              | - Sedan                                             | RS | 1994 - | - RS 3 - RS 4 - RS 6    | - RS 5 - RS 7 - TT RS          |

## Framtida modeller

### E-tron
- Audi A3 Sportback e-tron
- Audi Q7 e-tron quattro

### G-tron

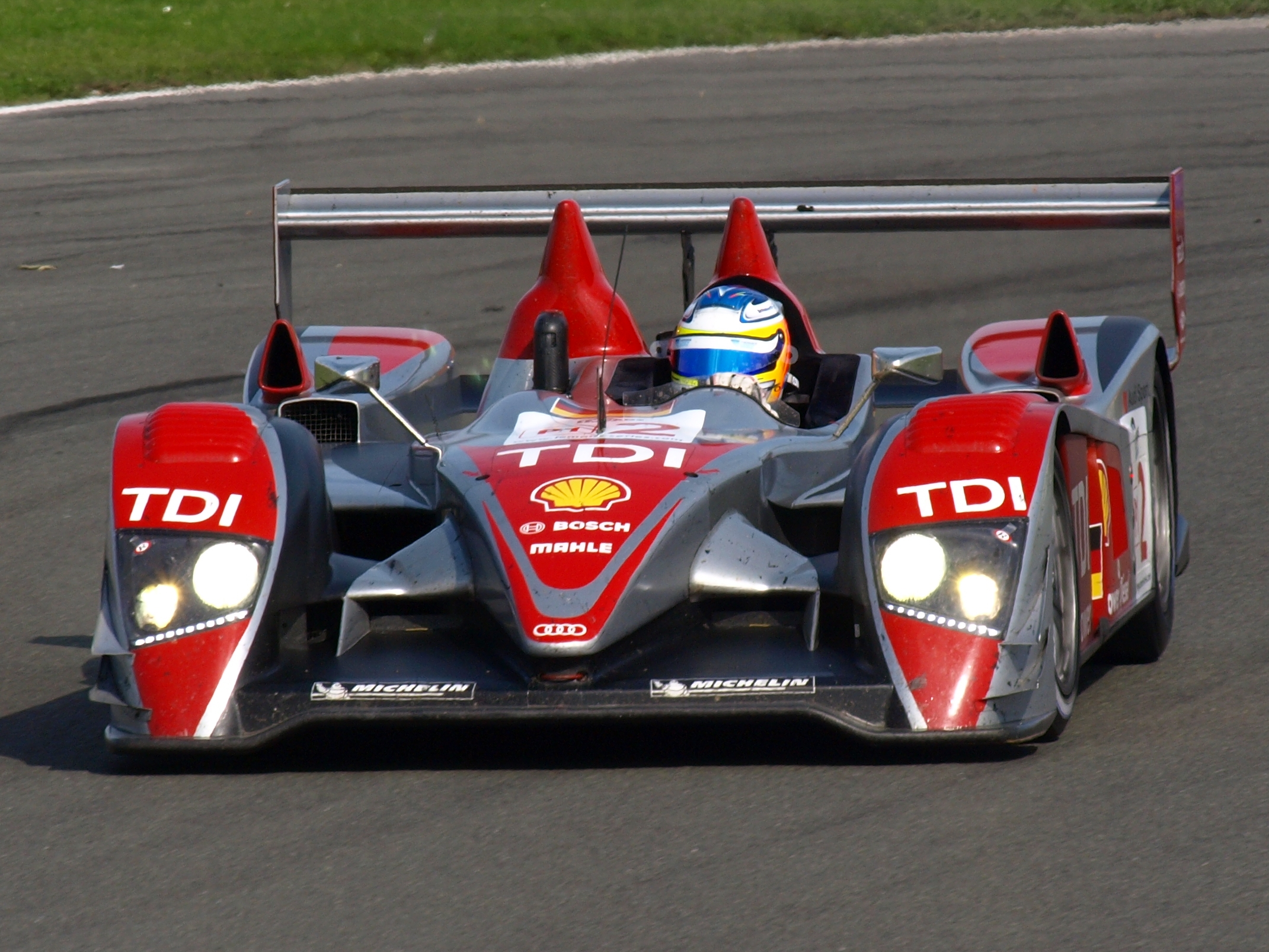
1000 km of Silverstone

- Audi A3 Sportback g-tron
- Audi A4 Avant g-tron
- A5 Sportback g-tron

### Konceptbilar

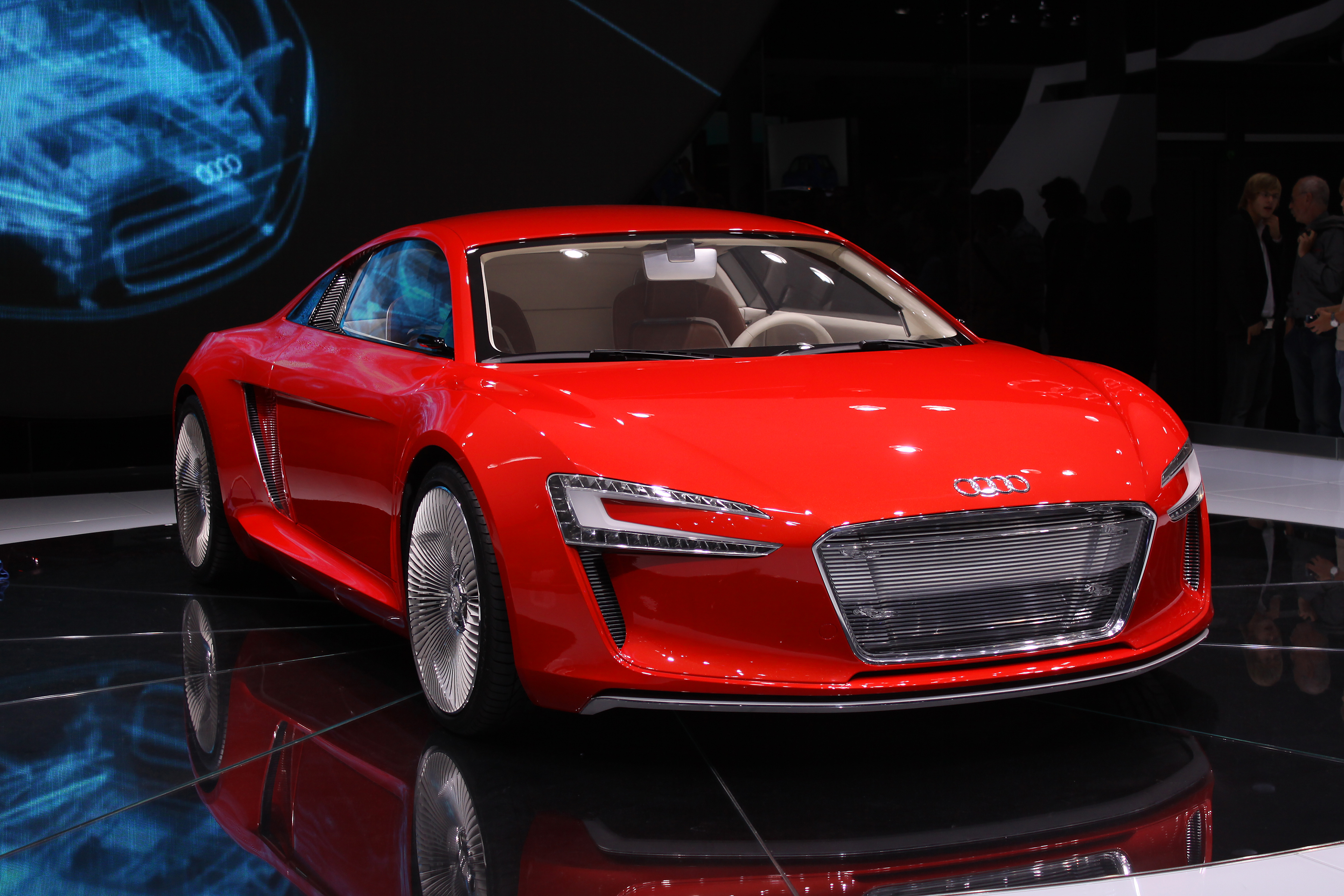
Konceptbilen Audi e-tron på IAA i Frankfurt 2009.

- Audi Le Mans quattro
- Audi Nuvolari Quattro
- Audi Pikes Peak quattro
- Audi RSQ
- Audi TT Clubsport quattro
- Audi quattro concept

### Prototyper
- Audi R8 (Le Mans)
- Audi R10 (Le Mans)

## Tillverkningsorter
Audis tillverkningsorter är 15 stycken och den senaste är i Curitiba i Brasilien som öppnade 2015.
- Ingolstadt

Huvudkontor för Audi. Ca 44 217 anställda. Produktion av Audi A3/S3, Audi A4/S4, Audi A4/S4 Avant, Audi A5/S5, karosser till Audi TT Coupe/Roadster och motorer huvudsakligen för Audi.
- Neckarsulm

Ca 19 995 anställda. Produktion av Audi A2, Audi RS4, Audi A5/S5 Cab, Audi A6/S6, Audi A6/S6 Avant, Audi RS6, Audi Allroad quattro, Audi A8/S8.
- Győr, Ungern

Produktion av Audi A3/S3, Audi TT Coupe/Roadster och motorer till Audi.
- Changchun, Kina

Produktion av Audi A4 och A6 på First Automotive Works (FAW)
- Foshan, Kina

Fabriken öppnade 2013 som en del i samarbetet mellan Volkswagen och First Automotive Works.
- Aurangabad, Indien

Tillverkning för den indiska marknaden genom Skoda Auto India Private Limited (SAIPL).
- Bratislava, Slovakien

Tillverkning av Audi Q5 på Volkswagens fabrik.
- Bryssel, Belgien

Tillverkning av Audi A1 med varianterna Audi A1, Audi A1 Sportback, Audi S1, Audi S1 Sportback.
- Martorell, Spanien

Tillverkning av Audi Q3.
- San José Chiapa, Mexiko

Tillverkning av Audi Q5.
- Curitiba, Brasilien

Tillverkning av Audi A3 och Audi Q3
- Kaluga, Ryssland

SKD-tillverkning av fyra modeller

## Audi-chefer
- Rupert Stadler (2007–2017)
- Martin Winterkorn (2002–2006)
- Ferdinand Piëch (1988–1992)